# Via de' Martelli
Via de' Martelli è una strada di Firenze, situata nel centro storico della città.
La via inizia da piazza San Giovanni, all'altezza del battistero di San Giovanni, fino a via Cavour con il Palazzo Medici Riccardi.

## Storia
La strada prende il nome della famiglia Martelli, che qui aveva il proprio palazzo principale, poi diventato, grazie alla loro donazione, collegio degli Scolopi.
Nel 1955 "l'Operazione Strade", consistente nel rifacimento del manto stradale nel centro storico, che aveva cominciato a deteriorarsi a causa dell'aumento del traffico privato e dei passaggi degli autobus, comportò la soppressione dei binari della rete tranviaria di Firenze, che nel giro di tre anni fu completamente smantellata.
Dal 25 ottobre 2009, con la pedonalizzazione di piazza del Duomo, la via è stata resa esclusivamente ad uso pedonale e ciclabile.

## Edifici
In via de' Martelli, all'angolo con piazza del Duomo era presente il locale storico il Bottegone. Poco avanti si trova palazzo Testa e, sul lato opposto, il collegio degli Scolopi, che ospita il Liceo classico statale Galileo e l'Osservatorio Ximeniano.
Appena prima dell'inizio di via Cavour, in angolo con via de' Gori, è presente la chiesa di San Giovannino degli Scolopi.